# Světlonoš (film)
Světlonoš je krátkometrážní animovaný film Václava Švankmajera, syna Jana Švankmajera. Film je považován za alegorii k vzestupu k moci.
Práce na filmu trvaly 5 let. Švankmajer využil rodinného studia Athanor. Děj byl inspirován řeckými bájemi a středověkými legendami. Vliv měly také filmy Jana Švankmajera, která Václav sledoval během svého dětství.

## Děj
Nad městem se střídá den a noc v nekonečném koloběhu. Tento koloběh se zastaví, když zemře vládce. Hrdina vstupuje do labyrintu, kde má podstoupit 3 zkoušky, aby vládce nahradil a obnovil nekončící koloběh.

## Přijetí
Film získal ocenění za nejlepší animovaný film na festivalu Fresh Film Fest. Ve stejné kategorii film bodoval i na Febiofestu.